# Pavel Horák
Pavel Horák (Přerov, 28 de noviembre de 1982) es un jugador de balonmano checo que juega de lateral izquierdo en el HK Lovosice. Es internacional con la selección de balonmano de la República Checa.

## Palmarés

### Baník Karviná
- Liga de balonmano de la República Checa (4): 2002, 2004, 2005, 2006

### Frisch Auf Göppingen
- Copa EHF (2): 2011, 2012

### Füchse Berlin
- Copa de Alemania de balonmano (1): 2014
- Copa EHF (1): 2015
- Mundialito de clubes (1): 2015

### HC Erlangen
- 2.Bundesliga (1): 2016

### Meshkov Brest
- Liga de Bielorrusia de balonmano (2): 2018, 2019
- Copa de Bielorrusia de balonmano (1): 2018

### THW Kiel
- Liga de Alemania de balonmano (2): 2020, 2021
- Liga de Campeones de la EHF (1): 2020
- Copa de Alemania de balonmano (1): 2022

## Clubes
- Baník Karviná (2001-2006)
- Ahlener SG (2006-2007)
- Frisch Auf Göppingen (2007-2013)
- Füchse Berlin (2013-2015)
- HC Erlangen (2015-2017)
- Meshkov Brest (2017-2019)[3]
- THW Kiel (2019-2022)
- HK Lovosice (2022- )